# 검단-경명로 간 도로
검단-경명로 간 도로는 인천광역시 서구 당하동에서 계양구 둑실동을 거쳐 다시 서구의 공촌동까지 연결될 예정에 있는 인천광역시도로, 총 연장은 약 4.09km이다. 해당 도로는 검단신도시의 남측에서 인천국제공항고속도로 검단 나들목을 거쳐 경명대로까지 연결할 계획을 가지고 있으며 2027년 준공될 예정이다.

## 건설 계획
검단-경명로 간 도로는 지난 2017년, 검단신도시의 광역교통개선대책에 반영된 이후 관계 기관과의 협의 및 설계를 거쳐 도로 노선이 확정되었고, 2020년 3월 도시관리계획상 계획 시설인 도로로 분류하기로 결정되었으며, 2021년 5월 실시계획인가, 9월 국토교통부의 인천국제공항고속도로 연결 허가를 받고 시공업체 선정을 거쳐 2022년 착공되었다. 총 사업비는 2,290억원으로 계양구 및 서구 주민들의 서울 및 경기도의 다른 지역까지 접근성이 크게 개선될 전망이다.

## 주요 경유지
- 서구 : 당하동(1차), 시천동, 공촌동(2차)
- 계양구 : 둑실동

## 접촉하는 도로
- 이음대로 (직결)
- 드림로
- 인천국제공항고속도로 (검단 나들목)
- 경명대로